# Abbazia di Farfa

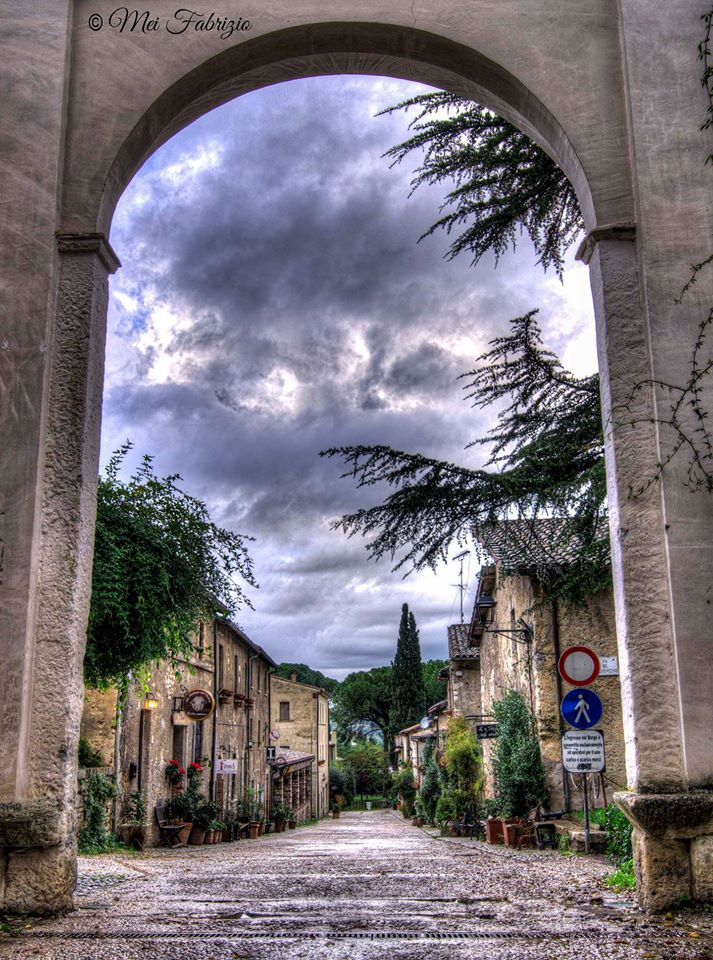
Borgo di Farfa

L'abbazia di Santa Maria di Farfa è un monastero della congregazione benedettina cassinese, che prende il nome dall'omonimo fiume (il Farfarus di Ovidio) che scorre poco lontano e che ha dato il nome anche al borgo adiacente all'abbazia. Si trova nel territorio del comune di Fara in Sabina, nella provincia di Rieti nel Lazio.

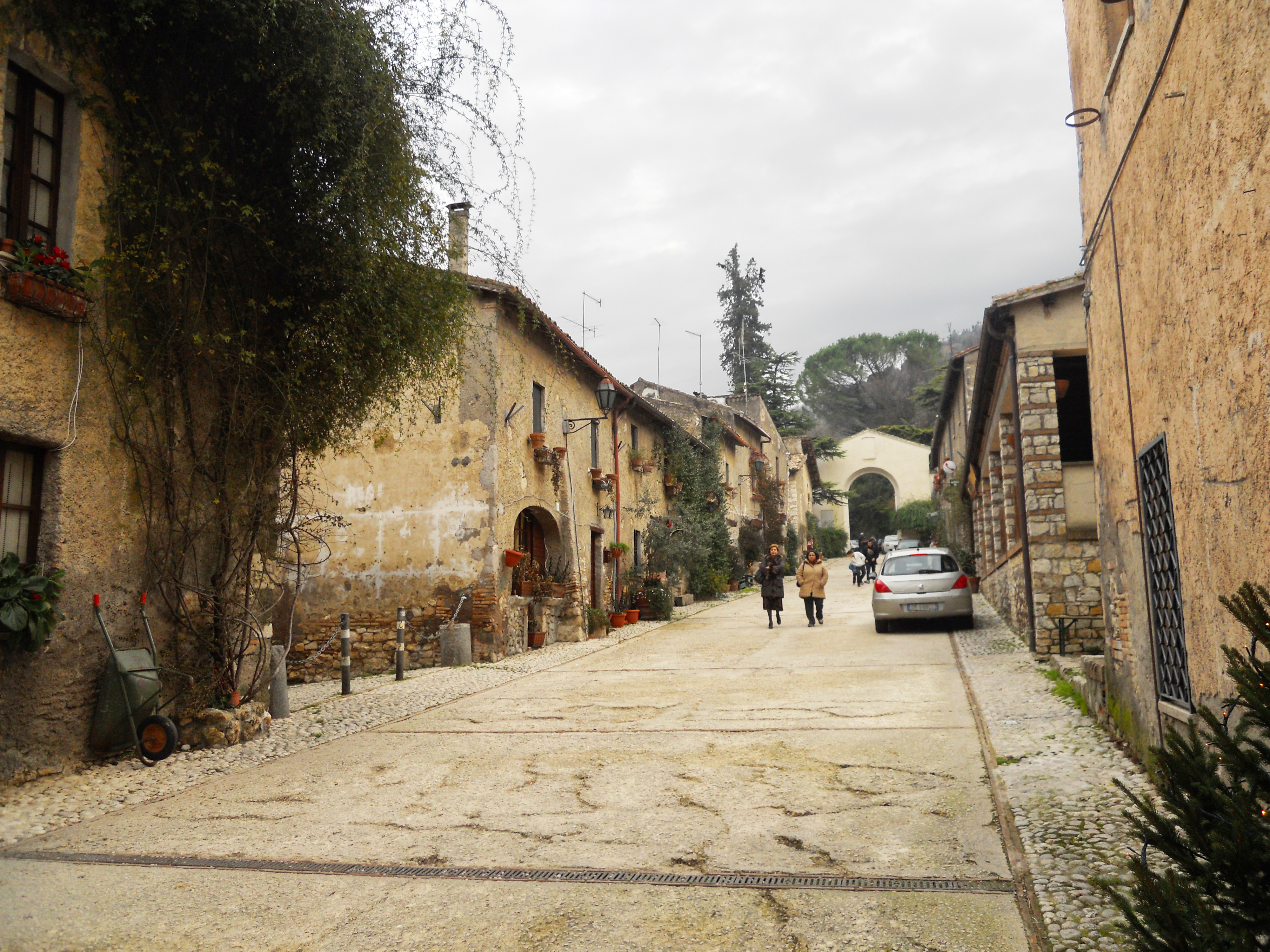
La via principale del borgo sorto presso l'abbazia

## Storia
L'abbazia di Santa Maria di Farfa fu fondata tra 560 e 570 da Lorenzo Siro vescovo di Forum Novum (Vescovio).
L'abbazia crebbe in importanza e considerazione e ricevette elargizioni, privilegi, esenzioni, da parte di imperatori e papi e diventò così una vera potenza interposta fra il patrimonio di Pietro ed il Ducato di Spoleto.
Farfa era un'abbazia imperiale, svincolata dal controllo pontificio, ma vicinissima alla Santa Sede, tant'è vero che il suo abate era a capo di una diocesi suburbicaria (quella attualmente confluita nella sede suburbicaria di Sabina-Poggio Mirteto ne è solo una parte, visto che in origine essa seguiva l'orografia appenninica fino a lambire i territori del primo nucleo territoriale pontificio, quello che Liutprando ricavò dal "corridoio bizantino" con la donazione di Sutri).
Nel momento più alto della sua potenza l'abbazia controllava 600 tra chiese e monasteri, 132 castelli o piazzeforti e 6 città fortificate, per un totale di più di 300 villaggi: si diceva che l'abate facesse ombra alla potenza del papa, ma in realtà il suo potere era quello di un vero e proprio legato imperiale incaricato della difesa del Lazio e della rappresentanza degli interessi imperiali presso la Santa Sede.
Uomini colti, degni e devoti, si succedettero alla direzione dell'abbazia, come ad esempio l'abate Sicardo, parente di Carlo Magno. Durante il regno di Carlo Magno, l'abbazia ebbe il massimo sviluppo edilizio, che ne modificò così tanto la struttura originale che solo di recente è stato possibile ricostruirla. In pochi decenni divenne uno dei centri più conosciuti e prestigiosi dell'Europa medievale.
La Constructio Monasterii Farfensis racconta che il monaco Tommaso di Moriana in pellegrinaggio a Gerusalemme, mentre era in preghiera davanti al Santo Sepolcro, la Vergine Maria in una visione lo avvertì di tornare in Italia e restaurare Farfa, e al duca di Spoleto Faroaldo II, che aveva avuto la stessa visione, fu comandato di aiutare questo lavoro. Tommaso divenne quindi il primo abate di Farfa e diede luogo alla rifondazione della comunità monastica. Tommaso morì nel 720 e per più di un secolo gli abati che governarono l'abbazia di Farfa furono franchi. Carlo Magno stesso, poche settimane prima di essere incoronato in san Pietro il 25 dicembre 800, visitò l'abbazia e vi sostò. Per comprendere l'importanza economica di Farfa basti pensare che nel terzo decennio del IX secolo, sotto l'abate Ingoaldo, essa possedeva una nave commerciale esentata dai dazi dei porti dell'impero carolingio.
La penetrazione dei Saraceni - dopo sette anni di resistenza delle milizie agli ordini del capitolo del monastero - indusse l'abate Pietro I ad abbandonare Farfa; l'abbazia fu presa e incendiata.
Uno dei tre gruppi di monaci fuggiaschi trovò riparo a Roma. Restò traccia della presenza dei monaci nell'insula francese di Roma: nei pressi della chiesa di San Luigi dei Francesi e nei luoghi che avevano ospitato le Terme di Nerone furono ritrovate - durante i lavori di restauro dei sotterranei di palazzo Madama, ad opera dell'amministrazione del Senato alla fine degli anni ottanta del XX secolo - tracce di un cimitero appartenente al capitolo degli abati di Farfa.
Passato il pericolo il capitolo tornò a Farfa sotto la guida di Ratfredo che, divenuto Abate, nel 913 completò la chiesa. Con la decadenza dell'Impero carolingio, nel periodo degli Ottoni la fedeltà imperiale del capitolo abbaziale - che intanto aveva abbracciato la riforma cluniacense - si tradusse in filo-germanesimo, che proseguì lungo tutto il periodo della lotta per le investiture. Il monaco Gregorio da Catino per suffragare i diritti dei suoi monaci, ha curato la Regesto di Farfa, o Liber Gemniagraphus sive Cleronomialis Ecclesiae Farfensis composta da 1 324 documenti, tutti molto importanti per la storia della società italiana dell'XI secolo.
Nel 1103 Gregorio ha scritto il Largitorium o Liber Notarius sive emphiteuticus, un lungo elenco di tutte le concessioni, o sovvenzioni, fatta dal monastero ai suoi inquilini. Dopo aver raccolto tutte queste informazioni dettagliate, si mise al lavoro su una storia del monastero, la Chronicon Farfense; e quando aveva 70 anni, al fine di agevolare riferimento alle sue opere precedenti, ha compilato una sorta di indice che ha stile "Liber Floriger Chartarum cenobii Farfensis". Gregorio già nell'XI secolo, scrisse la storia con precisione, ed una grande ricchezza di informazioni.
I monaci di Farfa avevano proprietà di 683 chiese o comunità monastiche; due città (Civitavecchia e Alatri); 132 castelli; 16 fortezze; 7 porti; 8 miniere; 14 villaggi; 82 mulini; 315 borghi. Tutto questo patrimonio è stato un ostacolo alla vita religiosa ancora una volta tra il 1119 e il 1125. Farfa fu turbata dalle rivalità tra l'abate Guido e il monaco Berard che miravano ad essere abate. Durante la lotta per le investiture, Farfa era sul lato ghibellino. I monaci emisero un orthodoxa Defensio imperialis a sostegno del partito ghibellino. La collezione di testi canonici contenuti nel Regesto sembra omettere volutamente qualsiasi menzione dei testi canonici dei papi riformatori dell'undicesimo secolo ma, nel 1268, la vittoria dei papi su Corradino di Svevia fece porre fine alla regola germanica in Italia.
Nel 1399 Bonifacio IX rese Farfa una commenda e nel 1494 la commenda di Farfa venne unita da Alessandro VI a quella di San Salvatore Maggiore altra abbazia - un tempo imperiale - nell'Alta Sabina.
Sotto la direzione del cardinale Alessandro Farnese, il monastero è entrato nella Congregazione cassinese nel 1547. Nel corso dei due secoli successivi, nonostante alcuni restauri e nuove costruzioni, Farfa ha perso ogni importanza come ente autonomo in quanto dipendente da abati commendatari non residenti e nel 1841, in occasione della erezione della diocesi di Poggio Mirteto, smise di essere abbazia nullius e il titolo abbaziale venne unito a quello dei cardinali vescovi della sede suburbicaria di Sabina. 
Nel 1861, dopo l'annessione di questo territorio al Regno d'Italia, parte dei beni sono stati venduti a privati cittadini. Il conte Giuseppe Volpi ha donato proprietà e alcuni terreni al monastero permettendone la rinascita. Nel 1920 un gruppo di monaci inviati da Alfredo Ildefonso Schuster, poi abate dell'abbazia di San Paolo fuori le mura a Roma (legata alla basilica di San Paolo fuori le mura), ha dato una nuova vita all'Abbazia di Farfa. Nel 1928 Farfa è stata dichiarata monumento nazionale.

### Cronotassi degli abati
Il presente elenco è stato tramandato all'interno del Regestum Farfense e copre gli anni dalla fondazione di Farfa fino alla presa di Gerusalemme durante la prima crociata (1099):
- San Tommaso di Farfa (680 - † 10 dicembre 715)
- Auneperto (715 - 724)
- Lucerio (724 - 740)
- Fulcoaldo (740 - 759)
- Guandelperto (759 - 761)
- Alano (761 - 770)
- Probato (770 - 781)
- Ragambaldo (781 - 786)
- Altperto (786 - 790)
- Mauroaldo (790 - 802)
- Benedetto (802 - 816)
- Ingoaldo (816 - 832)
- Sicardo (832 - 847)
- Ilderico (847 - 857)
- Pertone (857 - 872)
- Giovanni I (872 - 881)
- Anselmo (881 - 883)
- Teutone (883 - 888)
- Nordeperto (888)
- Spentone (888 - 889)
- Vitale (889 - 890)
- Pietro (890 - 919)
- Giovanni II (919 - 920)
- Rimone (920 - 930)
- Ratfredo (930 - 936)
- Campone (936 - 939)
- Ildeprando (939 - 943)
- Sarilone (943 - 948)
- Dagiberto (948 - 966)
- Giovanni III (966 - 997)
- Alberico (997 - 998)
- Ugo (998 - 1001) primo abbaziato
- Landuino (1001 - 1009)
- Guido I (1009 - 1014)
- Ugo (1014 - 1027) secondo abbaziato
- Guido II (1027 - 1036)
- Ugo (13 giugno 1036 - 1039) terzo abbaziato
- Suppone (1039)
- Almerico (1040 - 1048)
- Beraldo I (1048 - † 1089)
- Rainaldo (1089)
- Beraldo II (1090 - † 1099)

## Descrizione

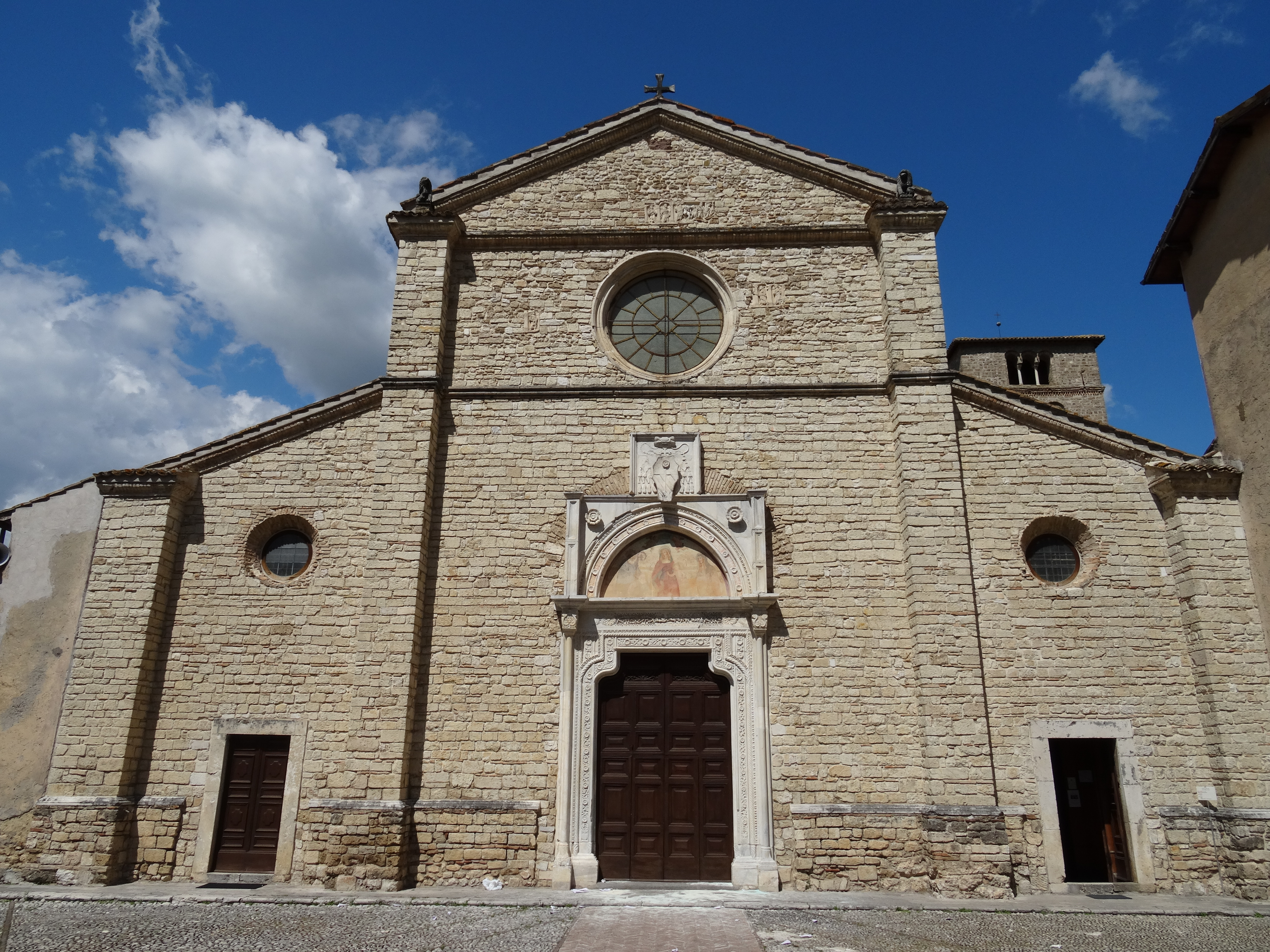
La facciata della chiesa

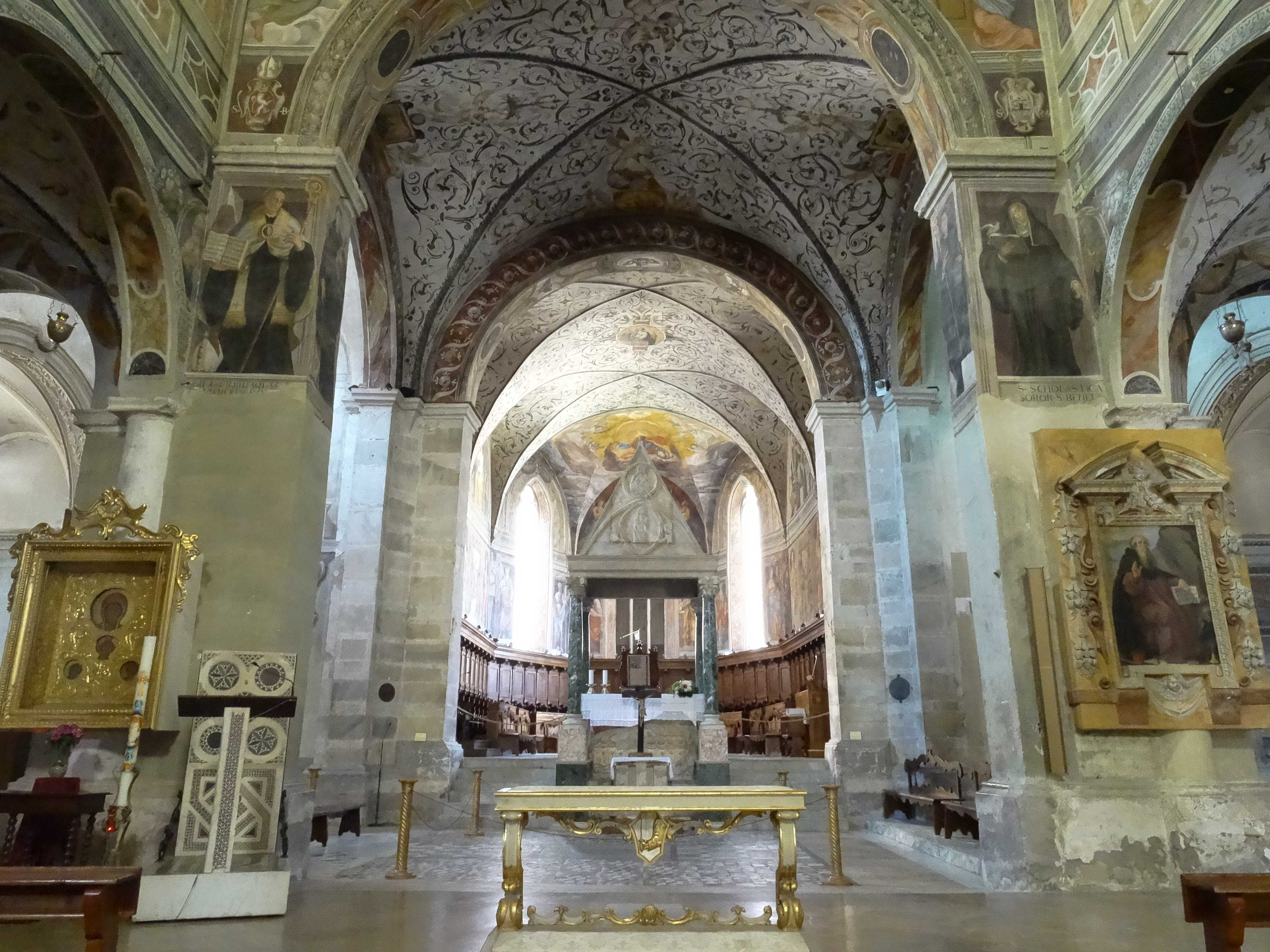
L'interno della chiesa

### Architettura e campanile
L'abbazia conserva tuttora alcune testimonianze di architettura carolingia uniche in Italia che si possono distinguere nella base dell'unico campanile a noi giunto e nel muro perimetrale alla base dello stesso, dove si distinguono, perfettamente conservate, le caratteristiche lesene. Il resto del campanile con le trifore è opera di un periodo successivo. Nella struttura sono state ritrovate tracce che testimoniano la presenza del westwerk.

### Chiesa abbaziale
La chiesa abbaziale è situata al centro del complesso. Essa è di tipo basilicale, con pianta a croce latina e tre navate. La facciata è a salienti e presenta, al centro un portale con cornice marmorea e sormontato da una lunetta dipinta ad affresco raffigurante la Madonna col Bambino che viene incoronata da due angeli tra i santi Benedetto e Scolastica. Nella facciata, che termina in alto con un semplice frontone triangolare, si aprono tre rosoni, uno in corrispondenza di ciascuna navata interna, dei quali il centrale è più grande. 
L'interno della chiesa, pur mantenendo la struttura originaria, è in stile barocco, con le navate divise da due file di archi a tutto sesto poggianti su colonne marmoree ioniche. La controfacciata è interamente dipinta con il Giudizio Universale di Dirck Barendsz (1561). Nel 1568 una fontana e un mulino furono realizzati da Jacopo Barozzi da Vignola, fu Alessandro Farnese a promuovere i lavori, che furono in seguito completati da Giacomo Della Porta.
Oltre la crociera, in asse con la navata centrale, vi è la profonda abside poligonale, con gli stalli lignei barocchi del coro dei monaci. L'altare maggiore è sormontato dal pregevole ciborio che presenta, sulla cuspide, il bassorilievo dell'Assunzione di Maria. L'organo a canne della chiesa, situato dietro la trifora della parete fondale dell'abside, con consolle mobile indipendente nel presbiterio, è stato costruito dalla ditta organaria Pedrini nel 1947. A trasmissione elettro-pneumatica, ha dodici registri suddivisi tra le due tastiere, di 58 note ciascuna, e la pedaliera concavo-radiale di 30.
La pala d'altare della prima cappella sinistra raffigurante il Trionfo di Sant'Orsola fu dipinta da Orazio Gentileschi tra 1597 e 1599, al tempo dell'abate commendatario cardinale Alessandro Peretti.

### Monastero
All'interno del monastero, che si articola attorno al chiostro, sono esposti molti pezzi di struttura medievale. E fra questi una lapide relativa all'Abate Sicardo (IX secolo), ritrovata - nel 1959 - nella chiesa dove all'epoca era stata riutilizzata. Alla base della torre abbaziale sono stati rinvenuti degli affreschi medievali.
È annessa all'abbazia la biblioteca statale dove si possono trovare molti volumi (inclusi manoscritti, codici ecc.) che in tempi difficili non andarono in altre sedi.
L'artista Emanuele Luzzati in una sala del museo monastico ha installato un'esposizione con 12 scene e diversi riferimenti agli antichi scritti del monaco Gregorio da Catino.

### Borgo di Farfa
Intorno all'abbazia, sorge il suggestivo Borgo di Farfa, abitato da poche decine di persone. Nel borgo sono presenti caratteristici negozi per lo più artigianali, e con prodotti tipici.

## Galleria d'immagini

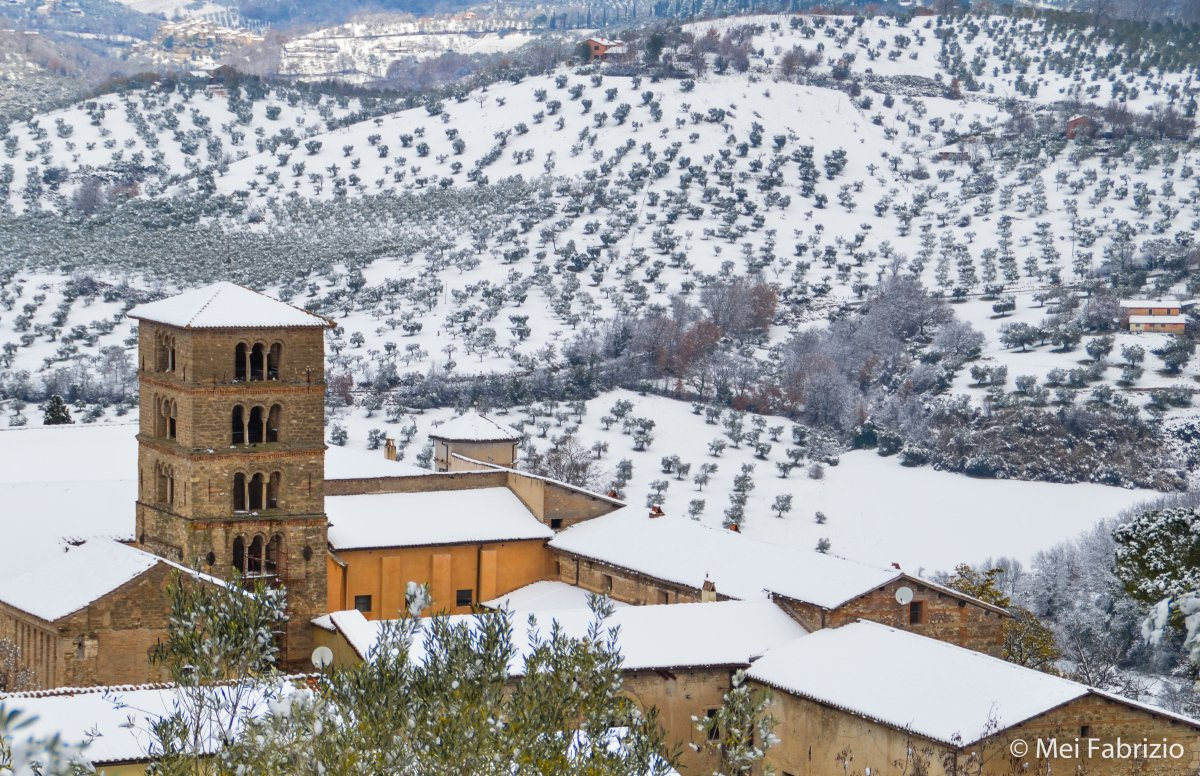
Farfa con neve
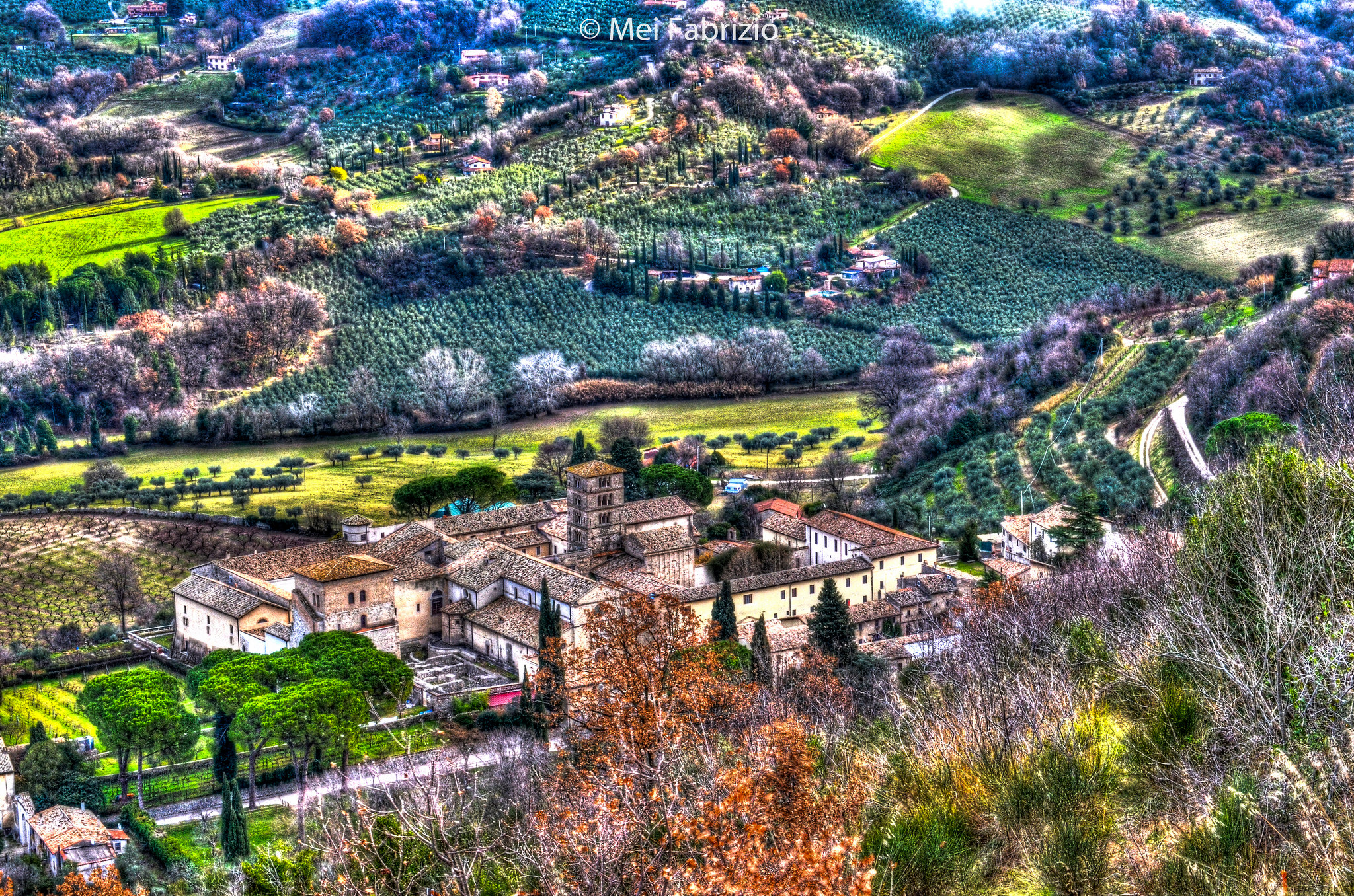
Farfa in autunno